# Liste de statues équestres d'Allemagne
Cet article recense les statues équestres en Allemagne.

## Liste

### Bade-Wurtemberg
| Œuvre                                                  | Auteur                    | Commune                  | Localisation               | Notes                               | Installation | Coordonnées                      | Illustration                                           |
| ------------------------------------------------------ | ------------------------- | ------------------------ | -------------------------- | ----------------------------------- | ------------ | -------------------------------- | ------------------------------------------------------ |
| Bertoldsbrunnen (de)                                   | Nikolaus Röslmeir         | Fribourg-en-Brisgau      |                            |                                     | 1965         | 47° 59′ 42″ nord, 7° 51′ 00″ est | Bertoldsbrunnen (de)                                   |
| Statue équestre de Guillaume Ier                       | Gustav Eberlein           | Geislingen an der Steige | Kirchplatz                 | Guillaume Ier                       | 1894         | à géolocaliser                   | Image manquante                                        |
| Statue équestre de Guillaume Ier                       | Adolf Heer                | Karlsruhe                | Kaiserplatz                | Guillaume Ier                       | 1897         | 49° 00′ 37″ nord, 8° 23′ 20″ est | Statue équestre de Guillaume Ier                       |
| Leibdragonerdenkmal (de)                               | Kurt Edzard (de)          | Karlsruhe                |                            |                                     | 1929         | 49° 00′ 39″ nord, 8° 23′ 11″ est | Leibdragonerdenkmal (de)                               |
| Der Heiner und der Brassenheimer Müller                | Karl-Henning Seemann (de) | Lörrach                  |                            |                                     | 1986         | 47° 36′ 50″ nord, 7° 39′ 52″ est | Der Heiner und der Brassenheimer Müller                |
| Statue équestre de Léopold de Hohenzollern-Sigmaringen | Johannes Boese (en)       | Sigmaringen              |                            | Léopold de Hohenzollern-Sigmaringen | 1910         | 48° 05′ 12″ nord, 9° 13′ 06″ est | Statue équestre de Léopold de Hohenzollern-Sigmaringen |
| Statue équestre d'Eberhard V                           | Ludwig von Hofer (de)     | Stuttgart                | Altes Schloss              | Eberhard V de Wurtemberg            | 1859         | à géolocaliser                   | Statue équestre d'Eberhard V                           |
| Statue équestre de Guillaume Ier                       | Wilhelm von Rümann        | Stuttgart                | Karlsplatz                 | Guillaume Ier                       | 1871         | 48° 46′ 36″ nord, 9° 10′ 52″ est | Statue équestre de Guillaume Ier                       |
| Statue équestre de Guillaume Ier de Wurtemberg         | Ludwig von Hofer (de)     | Stuttgart                | Konrad-Adenauer-Straße     | Guillaume Ier de Wurtemberg         | 1898         | à géolocaliser                   | Statue équestre de Guillaume Ier de Wurtemberg         |
| Statue équestre de Guillaume Ier                       | Johann von Halbig (de)    | Stuttgart                | Kurpark Bad Cannstatt (de) | Guillaume Ier                       | 1875         | 48° 48′ 31″ nord, 9° 13′ 23″ est | Statue équestre de Guillaume Ier                       |
| Bodenseereiter (de)                                    | Peter Lenk                | Überlingen               |                            |                                     | 1999         | 47° 45′ 58″ nord, 9° 09′ 32″ est | Bodenseereiter (de)                                    |

### Basse-Saxe
| Œuvre                                           | Auteur                | Commune     | Localisation                       | Notes                                                 | Installation | Coordonnées                       | Illustration                                   |
| ----------------------------------------------- | --------------------- | ----------- | ---------------------------------- | ----------------------------------------------------- | ------------ | --------------------------------- | ---------------------------------------------- |
| Statue équestre du baron de Münchhausen         |                       | Bodenwerder | Devant le musée                    | Baron de Münchhausen                                  |              | 51° 58′ 35″ nord, 9° 30′ 48″ est  | Statue équestre du baron de Münchhausen        |
| Statue équestre de Charles-Guillaume-Ferdinand  | Franz Pönninger (de)  | Brunswick   | Château de Brunswick               | Charles-Guillaume-Ferdinand de Brunswick-Wolfenbüttel | 1874         | 52° 15′ 31″ nord, 10° 31′ 49″ est | Statue équestre de Charles-Guillaume-Ferdinand |
| Statue équestre de Frédéric-Guillaume           | Ernst Hähnel          | Brunswick   | Château de Brunswick               | Frédéric-Guillaume de Brunswick-Wolfenbüttel          | 1874         | 52° 15′ 31″ nord, 10° 31′ 49″ est | Statue équestre de Frédéric-Guillaume          |
| Statue équestre de Frédéric Barberousse         | Robert Toberentz (de) | Goslar      | Palais impérial de Goslar          | Frédéric Barberousse                                  | 1893         | 51° 54′ 11″ nord, 10° 25′ 34″ est | Statue équestre de Frédéric Barberousse        |
| Statue équestre de Guillaume Ier                | Walter Schott         | Goslar      | Palais impérial de Goslar          | Guillaume Ier                                         | 1892         | 51° 54′ 10″ nord, 10° 25′ 34″ est | Statue équestre de Guillaume Ier               |
| Statue équestre d'Ernest-Auguste Ier (de)       | Albert Wolff          | Hanovre     | Devant la gare centrale de Hanovre | Ernest-Auguste Ier                                    | 1861         | 52° 22′ 34″ nord, 9° 44′ 26″ est  | Statue équestre d'Ernest-Auguste Ier (de)      |
| Monument aux Sept de Göttingen (de)             | Floriano Bodini       | Hanovre     |                                    | Ernest-Auguste Ier                                    | 1998         | 52° 22′ 11″ nord, 9° 44′ 03″ est  | Monument aux Sept de Göttingen (de)            |
| Statue équestre d'Antoine-Gonthier d'Oldenbourg | Walter Hilpert        | Oldenbourg  |                                    | Antoine-Gonthier d'Oldenbourg                         | 2011         | à géolocaliser                    | Image manquante                                |
| Statue équestre de Roland                       |                       | Wolfsburg   |                                    | Roland (de)                                           |              | 52° 23′ 27″ nord, 10° 51′ 10″ est | Statue équestre de Roland                      |

### Bavière
| Œuvre                                            | Auteur                             | Commune    | Localisation           | Notes                                                                     | Installation | Coordonnées                       | Illustration                                     |
| ------------------------------------------------ | ---------------------------------- | ---------- | ---------------------- | ------------------------------------------------------------------------- | ------------ | --------------------------------- | ------------------------------------------------ |
| Statue équestre de Jean t'Serclaes de Tilly      | Sebastian Osterrieder (de)         | Altötting  | Kapellplatz            | Jean t'Serclaes de Tilly                                                  | 2005         | 48° 13′ 34″ nord, 12° 40′ 34″ est | Statue équestre de Jean t'Serclaes de Tilly      |
| Cavalier de Bamberg                              |                                    | Bamberg    | Cathedrale             | Peut-être Henri II du Saint-Empire, Étienne Ier de Hongrie ou Frédéric II | 1225-1237    | 49° 53′ 27″ nord, 10° 52′ 58″ est | Cavalier de Bamberg                              |
| Statue équestre de Luitpold de Bavière (Bamberg) | Ferdinand von Miller               | Bamberg    |                        | Luitpold de Bavière                                                       | 1899         | 49° 53′ 30″ nord, 10° 53′ 32″ est | Statue équestre de Luitpold de Bavière (Bamberg) |
| Fontaine du Margrave (de)                        | Elias Räntz (de)                   | Bayreuth   |                        | Christian-Ernest de Brandebourg-Bayreuth                                  | 1705         | 49° 56′ 32″ nord, 11° 34′ 37″ est | Fontaine du Margrave (de)                        |
| Reiterbrunnen                                    | Max Wittauer                       | Bayreuth   |                        |                                                                           | 1922         | 49° 56′ 36″ nord, 11° 34′ 42″ est | Reiterbrunnen                                    |
| Duke Ernest II                                   | Gustav Eberlein                    | Cobourg    | Hofgarten (de)         | Ernest II de Saxe-Cobourg et Gotha                                        | 1899         | 50° 15′ 34″ nord, 10° 58′ 11″ est | Duke Ernest II                                   |
| Licht und Kraft                                  | Hans Klett                         | Cobourg    |                        |                                                                           | 1913         | à géolocaliser                    | Image manquante                                  |
| Statue équestre de Welf VI (de)                  | Helmut Ackermann (de)              | Memmingen  |                        | Welf VI                                                                   | 2010         | 47° 59′ 05″ nord, 10° 10′ 47″ est | Statue équestre de Welf VI (de)                  |
| Bismarckbrunnen (de)                             | Josef Flossmann (de)               | Munich     | Pasing                 | Otto von Bismarck                                                         | 1914         | 48° 09′ 05″ nord, 11° 27′ 49″ est | Bismarckbrunnen (de)                             |
| Castor et Pollux                                 | Max von Widnmann (de)              | Munich     |                        | Dioscures                                                                 | 1886         | 48° 09′ 11″ nord, 11° 34′ 49″ est | Castor et Pollux                                 |
| Cavalier                                         | Alexander Fischer                  | Munich     | Heimeranplatz          |                                                                           | 1956         | 48° 08′ 01″ nord, 11° 32′ 02″ est | Cavalier                                         |
| Statue équestre de Louis Ier de Bavière          | Max von Widnmann (de)              | Munich     | Odeonsplatz            | Louis Ier de Bavière                                                      | 1862         | 48° 08′ 37″ nord, 11° 34′ 40″ est | Statue équestre de Louis Ier de Bavière          |
| Statue équestre de Louis IV                      | Ferdinand von Miller le Jeune (de) | Munich     |                        | Louis IV du Saint-Empire                                                  | 1905         | 48° 07′ 56″ nord, 11° 33′ 21″ est | Statue équestre de Louis IV                      |
| Statue équestre de Louis IV (de)                 | Hans Wimmer (de)                   | Munich     |                        | Louis IV du Saint-Empire                                                  | 1967         | 48° 08′ 19″ nord, 11° 34′ 42″ est | Statue équestre de Louis IV (de)                 |
| Statue équestre de Luitpold de Bavière           | Adolf von Hildebrand               | Munich     | Nouvel hôtel de ville  | Luitpold de Bavière                                                       | 1881         | 48° 08′ 15″ nord, 11° 34′ 32″ est | Statue équestre de Luitpold de Bavière           |
| Statue équestre de Luitpold de Bavière           | Adolf von Hildebrand               | Munich     |                        | Luitpold de Bavière                                                       | 1913         | 48° 08′ 34″ nord, 11° 35′ 30″ est | Statue équestre de Luitpold de Bavière           |
| Statue équestre de Maximilien Ier de Bavière     | Bertel Thorvaldsen                 | Munich     | Wittelsbacherplatz     | Maximilien Ier de Bavière                                                 | 1839         | 48° 08′ 36″ nord, 11° 34′ 34″ est | Statue équestre de Maximilien Ier de Bavière     |
| Statue équestre d'Othon Ier de Bavière           | Georg Wrba                         | Munich     | Wittelsbacherbrücke    | Othon Ier de Bavière                                                      | 1905         | 48° 07′ 21″ nord, 11° 34′ 04″ est | Statue équestre d'Othon Ier de Bavière           |
| Statue équestre d'Othon Ier de Bavière           | Ferdinand von Miller               | Munich     |                        | Othon Ier de Bavière                                                      | 1911         | 48° 08′ 33″ nord, 11° 34′ 54″ est | Statue équestre d'Othon Ier de Bavière           |
| Pferdebändiger                                   | Mathias Gasteiger (de)             | Munich     |                        |                                                                           |              | 48° 08′ 36″ nord, 11° 40′ 12″ est | Pferdebändiger                                   |
| Statue équestre de Guillaume Ier (de)            | Wilhelm von Rümann                 | Nuremberg  | Egidienplatz           | Guillaume Ier                                                             | 1905         | 49° 27′ 24″ nord, 11° 04′ 52″ est | Statue équestre de Guillaume Ier (de)            |
| Reiterstandbild mit Säulenumstellung             | Johannes Brus (de)                 | Nuremberg  | Andreij-Sacharow-Platz |                                                                           | 1992         | 49° 27′ 15″ nord, 11° 05′ 03″ est | Reiterstandbild mit Säulenumstellung             |
| Statue équestre de Louis Ier de Bavière          | Ferdinand von Miller le Jeune (de) | Ratisbonne |                        | Louis Ier de Bavière                                                      | 1902         | 49° 01′ 08″ nord, 12° 05′ 55″ est | Statue équestre de Louis Ier de Bavière          |
| Monument aux morts                               |                                    | Sulzberg   |                        | Georges de Lydda                                                          |              | 47° 39′ 39″ nord, 10° 20′ 59″ est | Monument aux morts                               |

### Berlin
| Œuvre                                          | Auteur                               | Commune                     | Localisation                               | Notes | Installation | Coordonnées                       | Illustration                                   |
| ---------------------------------------------- | ------------------------------------ | --------------------------- | ------------------------------------------ | --- | ------------ | --------------------------------- | ---------------------------------------------- |
| Fischreiterin (de)                             | Georges Morin (de)                   | Charlottenbourg-Wilmersdorf |                                            | | 1929         | 52° 29′ 50″ nord, 13° 19′ 28″ est | Fischreiterin (de)                             |
| Statue équestre de Frédéric-Guillaume Ier (de) | Andreas Schlüter                     | Charlottenbourg-Wilmersdorf | Château de Charlottenbourg, cour d'honneur | Frédéric-Guillaume Ier de Brandebourg                                                                                     | 1703         | 52° 31′ 14″ nord, 13° 17′ 45″ est | Statue équestre de Frédéric-Guillaume Ier (de) |
| Le Vainqueur                                   | Louis Tuaillon                       | Charlottenbourg-Wilmersdorf | Reichsstraße (de)                          | | 1902         | 52° 30′ 59″ nord, 13° 15′ 38″ est | Le Vainqueur                                   |
| Statue équestre                                | Willibald Fritsch (de)               | Lichtenberg                 |                                            | | 1925         | 52° 28′ 40″ nord, 13° 31′ 31″ est | Statue équestre                                |
| Amazone à cheval (de)                          | August Kiß                           | Mitte                       | Altes Museum                               | | 1837         | 52° 31′ 10″ nord, 13° 23′ 56″ est | Amazone à cheval (de)                          |
| Amazone à cheval (de)                          | Louis Tuaillon                       | Mitte                       | Großer Tiergarten                          | | 1895         | 52° 30′ 55″ nord, 13° 22′ 10″ est | Amazone à cheval (de)                          |
| Amazone à cheval (de)                          | Louis Tuaillon                       | Mitte                       | Alte Nationalgalerie                       | | 1890         | 52° 31′ 13″ nord, 13° 23′ 53″ est | Amazone à cheval (de)                          |
| Chasseur de lion (de)                          | Albert Wolff, Christian Daniel Rauch | Mitte                       | Altes Museum                               | | 1861         | 52° 31′ 08″ nord, 13° 23′ 55″ est | Chasseur de lion (de)                          |
| Churfürstliche Fuchsjagd (en)                  | Wilhelm Haverkamp (de)               | Mitte                       | Fasanerieallee (en)                        | | 1904         | 52° 30′ 42″ nord, 13° 20′ 47″ est | Churfürstliche Fuchsjagd (en)                  |
| Statue équestre de Frédéric le Grand           | Christian Daniel Rauch               | Mitte                       | Unter den Linden                           | Frédéric II, Ferdinand de Brunswick-Lunebourg, Henri de Prusse, Friedrich Wilhelm von Seydlitz et Hans Joachim von Zieten | 1851         | 52° 31′ 02″ nord, 13° 23′ 34″ est | Statue équestre de Frédéric le Grand           |
| Statue équestre de Frédéric-Guillaume IV (de)  | Alexander Calandrelli                | Mitte                       | Alte Nationalgalerie                       | Frédéric-Guillaume IV | 1886         | 52° 31′ 14″ nord, 13° 23′ 55″ est | Statue équestre de Frédéric-Guillaume IV (de)  |
| Hun à cheval (de)                              | Erich Hösel                          | Mitte                       | Kolonnadenhof (de)                         | | 1895         | 52° 31′ 13″ nord, 13° 23′ 56″ est | Hun à cheval (de)                              |
| The Monument (en)                              | Atelier Van Lieshout                 | Mitte                       | Alte Nationalgalerie                       | | 2015         | 52° 31′ 15″ nord, 13° 23′ 57″ est | The Monument (en)                              |
| Saint Georges terrassant le Dragon             | August Kiß                           | Mitte                       |                                            | Georges de Lydda | 1855         | 52° 30′ 58″ nord, 13° 24′ 20″ est | Saint Georges terrassant le Dragon             |

### Brandebourg
| Œuvre                                             | Auteur                           | Commune              | Localisation        | Notes            | Installation | Coordonnées                       | Illustration                                      |
| ------------------------------------------------- | -------------------------------- | -------------------- | ------------------- | ---------------- | ------------ | --------------------------------- | ------------------------------------------------- |
| Écuyère de cirque                                 | Axel Schulz (de)                 | Francfort-sur-l'Oder |                     |                  | 1973         | à géolocaliser                    | Écuyère de cirque                                 |
| Monument aux morts de la Première Guerre mondiale | Paul Bronisch (de)               | Francfort-sur-l'Oder |                     | Georges de Lydda |              | 52° 21′ 03″ nord, 14° 32′ 24″ est | Monument aux morts de la Première Guerre mondiale |
| Statue équestre de Frédéric le Grand              | Aloisio Lazzerini, Carlo Baratta | Potsdam              | Palais de Sanssouci | Frédéric II      | 1865         | 52° 24′ 09″ nord, 13° 01′ 41″ est | Statue équestre de Frédéric le Grand              |
| Cavalier d'or                                     | Axel Schulz (de)                 | Schwedt-sur-Oder     | Stadtpark           |                  |              | à géolocaliser                    | Image manquante                                   |
| Méharistes mongols                                | Axel Schulz (de)                 | Schwedt-sur-Oder     | Stadtpark           |                  | 1978         | 53° 03′ 33″ nord, 14° 17′ 10″ est | Méharistes mongols                                |

### Brême
| Œuvre                                      | Auteur               | Localisation                | Notes                            | Installation | Coordonnées                      | Illustration                               |
| ------------------------------------------ | -------------------- | --------------------------- | -------------------------------- | ------------ | -------------------------------- | ------------------------------------------ |
| Monument à Bismarck (de)                   | Adolf von Hildebrand |                             | Otto von Bismarck                | 1910         | 53° 04′ 33″ nord, 8° 48′ 31″ est | Monument à Bismarck (de)                   |
| Statue équestre de Frédéric III (de)       | Louis Tuaillon       |                             | Frédéric III                     | 1905         | 53° 05′ 03″ nord, 8° 49′ 15″ est | Statue équestre de Frédéric III (de)       |
| Héraults                                   | Rudolf Maison (de)   | Hôtel de ville, portail est |                                  | 1900         | 53° 04′ 33″ nord, 8° 48′ 29″ est | Héraults                                   |
| Statue équestre de Helmuth von Moltke (de) | Hermann Hahn (de)    |                             | Helmuth Karl Bernhard von Moltke | 1909         | 53° 04′ 36″ nord, 8° 48′ 27″ est | Statue équestre de Helmuth von Moltke (de) |

### Hambourg
| Œuvre                                        | Auteur             | Commune    | Localisation           | Notes            | Installation | Coordonnées                       | Illustration                                 |
| -------------------------------------------- | ------------------ | ---------- | ---------------------- | ---------------- | ------------ | --------------------------------- | -------------------------------------------- |
| Statue équestre de Guillaume Ier             | Gustav Eberlein    | Altona     | Hôtel de ville, parvis | Guillaume Ier    | 1898         | 53° 32′ 51″ nord, 9° 56′ 06″ est  | Statue équestre de Guillaume Ier             |
| Saint Georges                                | Gerhard Marcks     | Mitte      |                        | Georges de Lydda | 1959         | 53° 33′ 24″ nord, 10° 00′ 26″ est | Saint Georges                                |
| Statue équestre de Guillaume Ier             | Johannes Schilling | Mitte      | Planten un Blomen (de) | Guillaume Ier    | 1903         | 53° 33′ 19″ nord, 9° 58′ 41″ est  | Statue équestre de Guillaume Ier             |
| Le Jeune Cavalier                            | Hermann Hahn       | Mitte      | Kunsthalle             |                  | 1908         | 53° 33′ 16″ nord, 10° 00′ 15″ est | Le Jeune Cavalier                            |
| Ânier                                        | Ursula Querner     | Eimsbüttel | Grindelpark            |                  |              | 53° 34′ 27″ nord, 9° 58′ 50″ est  | Ânier                                        |
| Monument aux morts de la guerre de 1870 (de) | Johannes Schilling | Eimsbüttel | Rotherbaum (de)        |                  | 1877         | 53° 33′ 54″ nord, 9° 59′ 56″ est  | Monument aux morts de la guerre de 1870 (de) |

### Hesse
| Œuvre                              | Auteur               | Commune               | Localisation                              | Notes               | Installation | Coordonnées                      | Illustration                       |
| ---------------------------------- | -------------------- | --------------------- | ----------------------------------------- | ------------------- | ------------ | -------------------------------- | ---------------------------------- |
| Jeune Cavalier                     | Arthur Volkmann (de) | Darmstadt             |                                           |                     |              | 49° 53′ 58″ nord, 8° 41′ 37″ est | Jeune Cavalier                     |
| Statue équestre de Louis IV        | Friedrich Schaper    | Darmstadt             | Luisenplatz                               | Louis IV de Hesse   | 1898         | 49° 52′ 24″ nord, 8° 39′ 14″ est | Statue équestre de Louis IV        |
| Jeune Cavalier                     | Arthur Volkmann (de) | Francfort-sur-le-Main | Jardin de sculptures du musée Städel (nl) |                     |              | à géolocaliser                   | Jeune Cavalier                     |
| Spätlesereiter                     |                      | Geisenheim            | Domaine Johannisberg                      | Spätlesereiter (de) |              | à géolocaliser                   | Spätlesereiter                     |
| Saint Georges terrassant le Dragon |                      | Marbourg              |                                           | Georges de Lydda    |              | à géolocaliser                   | Saint Georges terrassant le Dragon |

### Mecklembourg-Poméranie-Occidentale
| Œuvre                                        | Auteur                        | Commune     | Localisation              | Notes                                         | Installation | Coordonnées                       | Illustration                                 |
| -------------------------------------------- | ----------------------------- | ----------- | ------------------------- | --------------------------------------------- | ------------ | --------------------------------- | -------------------------------------------- |
| Statue équestre d'Alexandrine de Prusse      | Andreas Krämme, Holger Lassen | Ludwigslust |                           | Alexandrine de Prusse                         |              | 53° 19′ 28″ nord, 11° 29′ 50″ est | Statue équestre d'Alexandrine de Prusse      |
| Kasper Ohm                                   | Jo Jastram                    | Rostock     | Badstüberstraße           |                                               | 1988         | 54° 05′ 27″ nord, 12° 07′ 59″ est | Kasper Ohm                                   |
| Statue équestre de Frédéric-François II (de) | Ludwig Brunow (de)            | Schwerin    | close to Schlossgarten    | Frédéric-François II de Mecklembourg-Schwerin | 1893         | 53° 37′ 21″ nord, 11° 25′ 01″ est | Statue équestre de Frédéric-François II (de) |
| Statue équestre d'Henri le Lion              |                               | Schwerin    | Vieil hôtel de ville (de) | Henri XII de Bavière                          |              | 53° 37′ 44″ nord, 11° 24′ 55″ est | Statue équestre d'Henri le Lion              |
| Statue équestre de Niklot                    | Christian Genschow (de)       | Schwerin    | Château de Schwerin       | Niklot                                        | 1855         | 53° 37′ 30″ nord, 11° 25′ 03″ est | Statue équestre de Niklot                    |

### Rhénanie-du-Nord-Westphalie
| Œuvre                                             | Auteur                            | Commune         | Localisation        | Notes                                  | Installation | Coordonnées                      | Illustration                                      |
| ------------------------------------------------- | --------------------------------- | --------------- | ------------------- | -------------------------------------- | ------------ | -------------------------------- | ------------------------------------------------- |
| Statue équestre de Frédéric III (de)              | Hugo Lederer                      | Aix-la-Chapelle | Kaiserplatz         | Frédéric III                           | 1911         | 50° 46′ 32″ nord, 6° 05′ 43″ est | Statue équestre de Frédéric III (de)              |
| Statue équestre de Frédéric-Guillaume Ier         | Peter Breuer (de)                 | Clèves          |                     | Frédéric-Guillaume Ier de Brandebourg  | 1909         | 51° 47′ 09″ nord, 6° 08′ 16″ est | Statue équestre de Frédéric-Guillaume Ier         |
| Monument aux cuirassiers                          | Paul Wynand (de)                  | Cologne         |                     |                                        | 1928         | 50° 56′ 18″ nord, 6° 58′ 08″ est | Monument aux cuirassiers                          |
| Statue équestre de Frédéric III                   | Louis Tuaillon                    | Cologne         | Pont Hohenzollern   | Frédéric III                           | 1911         | 50° 56′ 30″ nord, 6° 57′ 45″ est | Statue équestre de Frédéric III                   |
| Statue équestre de Frédéric-Guillaume III         | Gustav Bläser (de)                | Cologne         | Heumarkt            | Frédéric-Guillaume III                 | 1878         | 50° 56′ 11″ nord, 6° 57′ 39″ est | Statue équestre de Frédéric-Guillaume III         |
| Statue équestre de Frédéric-Guillaume IV (de)     | Gustav Bläser (de)                | Cologne         | Pont Hohenzollern   | Frédéric-Guillaume IV                  | 1867         | 50° 56′ 30″ nord, 6° 58′ 08″ est | Statue équestre de Frédéric-Guillaume IV (de)     |
| Statue équestre de Guillaume Ier                  | Friedrich Drake                   | Cologne         | Pont Hohenzollern   | Guillaume Ier                          | 1867         | 50° 56′ 28″ nord, 6° 58′ 09″ est | Statue équestre de Guillaume Ier                  |
| Statue équestre de Guillaume II                   | Louis Tuaillon                    | Cologne         | Pont Hohenzollern   | Guillaume II                           | 1910         | 50° 56′ 28″ nord, 6° 57′ 45″ est | Statue équestre de Guillaume II                   |
| Les Quatre Fils Aymon                             | Heinz Klein-Arendt                | Cologne         |                     | Quatre fils Aumon                      | 1969         | à géolocaliser                   | Les Quatre Fils Aymon                             |
| Statue équestre de Guillaume Ier                  | Adolf von Donndorf, Karl Donndorf | Dortmund        | Hohensyburg (de)    | Guillaume Ier                          | 1902         | 51° 25′ 11″ nord, 7° 28′ 59″ est | Statue équestre de Guillaume Ier                  |
| Statue équestre de Guillaume Ier                  | Karl Janssen                      | Düsseldorf      | Martin-Luther-Platz | Guillaume Ier                          | 1896         | 51° 13′ 27″ nord, 6° 46′ 54″ est | Statue équestre de Guillaume Ier                  |
| Statue équestre de Jean-Guillaume (de)            | Gabriel de Grupello               | Düsseldorf      |                     | Jean-Guillaume de Neubourg-Wittelsbach | 1711         | 51° 13′ 33″ nord, 6° 46′ 19″ est | Statue équestre de Jean-Guillaume (de)            |
| Ulanendenkmal                                     | Richard Langer (de)               | Düsseldorf      |                     |                                        | 1929         | 51° 14′ 02″ nord, 6° 46′ 17″ est | Ulanendenkmal                                     |
| Statue équestre de Guillaume Ier (de)             | Hermann Volz (de)                 | Essen           | Burgplatz           | Guillaume Ier                          | 1898         | 51° 27′ 18″ nord, 7° 00′ 47″ est | Statue équestre de Guillaume Ier (de)             |
| Monument aux morts de la Première Guerre mondiale |                                   | Euskirchen      |                     | Georges de Lydda                       |              | à géolocaliser                   | Monument aux morts de la Première Guerre mondiale |
| Ânier                                             | Ursula Querner (de)               | Hagen           | Volkspark           |                                        |              | 51° 21′ 36″ nord, 7° 28′ 13″ est | Ânier                                             |
| Statue équestre de Widukind                       | Heinrich Wefing (de)              | Herford         |                     | Widukind                               | 1899         | 52° 07′ 08″ nord, 8° 40′ 16″ est | Statue équestre de Widukind                       |
| Statue équestre d'Engelbert II                    | Paul Wynand (de)                  | Solingen        | Schloss Burg        | Engelbert II de Berg                   | 1925         | à géolocaliser                   | Statue équestre d'Engelbert II                    |
| Statue équestre de Guillaume II                   | Louis Tuaillon                    | Wuppertal       |                     | Guillaume II                           | 1914         | à géolocaliser                   | Statue équestre de Guillaume II                   |

### Rhénanie-Palatinat
| Œuvre                                  | Auteur               | Commune             | Localisation | Notes               | Installation | Coordonnées                      | Illustration                           |
| -------------------------------------- | -------------------- | ------------------- | ------------ | ------------------- | ------------ | -------------------------------- | -------------------------------------- |
| Deutsches Eck                          | Emil Hundrieser (de) | Coblence            |              | Guillaume Ier       | 1897         | 50° 21′ 39″ nord, 7° 36′ 22″ est | Image manquante                        |
| Statue équestre de Luitpold de Bavière | Wilhelm von Rümann   | Landau in der Pfalz |              | Luitpold de Bavière | 1892         | 49° 11′ 52″ nord, 8° 06′ 45″ est | Statue équestre de Luitpold de Bavière |

### Sarre
| Œuvre                   | Auteur        | Commune    | Localisation | Notes | Installation | Coordonnées                      | Illustration            |
| ----------------------- | ------------- | ---------- | ------------ | ----- | ------------ | -------------------------------- | ----------------------- |
| Den Gefallenen Soldaten |               | Sarrebruck |              |       |              | à géolocaliser                   | Den Gefallenen Soldaten |
| Ulanendenkmal           | Fritz Klimsch | Sarrebruck |              |       | 1913         | 49° 13′ 33″ nord, 7° 00′ 22″ est | Ulanendenkmal           |

### Saxe
| Œuvre                            | Auteur                | Commune  | Localisation               | Notes            | Installation | Coordonnées                       | Illustration                     |
| -------------------------------- | --------------------- | -------- | -------------------------- | ---------------- | ------------ | --------------------------------- | -------------------------------- |
| Statue équestre d'Albert de Saxe | Walter Hauschild (de) | Bautzen  | Lauenturm (de), façade sud | Albert de Saxe   | 1913         | 51° 10′ 48″ nord, 14° 25′ 25″ est | Statue équestre d'Albert de Saxe |
| Statue équestre d'Auguste II     | Jean-Joseph Vinache   | Dresde   |                            | Auguste II       | 1736         | à géolocaliser                    | Image manquante                  |
| Cavalier d'or (de)               | Jean-Joseph Vinache   | Dresde   |                            | Auguste II       | 1736         | 51° 03′ 29″ nord, 13° 44′ 29″ est | Cavalier d'or (de)               |
| Monument à Jean de Saxe          | Johannes Schilling    | Dresde   | Theaterplatz               | Jean Ier de Saxe | 1889         | 51° 03′ 14″ nord, 13° 44′ 09″ est | Monument à Jean de Saxe          |
| Statue équestre de Guillaume Ier | Gustav Eberlein       | Waldheim |                            | Guillaume Ier    |              | à géolocaliser                    | Image manquante                  |

### Saxe-Anhalt
| Œuvre                                          | Auteur           | Commune      | Localisation | Notes                  | Installation | Coordonnées                       | Illustration                                   |
| ---------------------------------------------- | ---------------- | ------------ | ------------ | ---------------------- | ------------ | --------------------------------- | ---------------------------------------------- |
| Statue équestre de Roland (de)                 |                  | Haldensleben |              | Roland (de)            | 1528         | 52° 17′ 28″ nord, 11° 24′ 44″ est | Statue équestre de Roland (de)                 |
| Cavalier de Magdebourg (de)                    |                  | Magdebourg   |              | Peut-être Otton Ier)   | vers 1240    | 52° 07′ 53″ nord, 11° 38′ 22″ est | Cavalier de Magdebourg (de)                    |
| Statue équestre de Frédéric-Guillaume III (de) | Louis Tuaillon   | Mersebourg   |              | Frédéric-Guillaume III | 1918         | 51° 21′ 36″ nord, 12° 00′ 03″ est | Statue équestre de Frédéric-Guillaume III (de) |
| Statue équestre de Guillaume Ier               | Ernst Wenck (de) | Weißenfels   |              | Guillaume Ier          |              | à géolocaliser                    | Image manquante                                |

### Schleswig-Holstein
| Œuvre                            | Auteur         | Commune | Localisation | Notes         | Installation | Coordonnées                       | Illustration                     |
| -------------------------------- | -------------- | ------- | ------------ | ------------- | ------------ | --------------------------------- | -------------------------------- |
| Statue équestre de Guillaume Ier | Adolf Brütt    | Kiel    | Schlosspark  | Guillaume Ier | 1896         | 54° 19′ 35″ nord, 10° 08′ 39″ est | Statue équestre de Guillaume Ier |
| Statue équestre de Guillaume Ier | Louis Tuaillon | Lübeck  |              | Guillaume Ier | 1921         | à géolocaliser                    | Statue équestre de Guillaume Ier |

### Thuringe
| Œuvre                              | Auteur               | Commune           | Localisation | Notes                                   | Installation | Coordonnées                       | Illustration                       |
| ---------------------------------- | -------------------- | ----------------- | ------------ | --------------------------------------- | ------------ | --------------------------------- | ---------------------------------- |
| Monument du Kyffhäuser             | Emil Hundrieser (de) | Bad Frankenhausen |              | Guillaume Ier                           | 1896         | 51° 24′ 36″ nord, 11° 06′ 35″ est | Monument du Kyffhäuser             |
| Statue équestre de Charles-Auguste | Adolf von Donndorf   | Weimar            |              | Charles-Auguste de Saxe-Weimar-Eisenach | 1875         | 50° 58′ 44″ nord, 11° 19′ 53″ est | Statue équestre de Charles-Auguste |